# فرودگاه ناروک
فرودگاه ناروک (به انگلیسی: Narok Airport) یک فرودگاه همگانی، غیرنظامی است که یک باند فرود آسفالت دارد و طول باند آن ۱۸۲۹ متر است. این فرودگاه در شهر ناروک، کنیا کشور کنیا قرار دارد و در ارتفاع ۱۸۵۰ متری از سطح دریا واقع شده‌است.